# إيفيري باديز غولف 4
إيفيري باديز غولف 4 (بالإنجليزية: Everybody's Golf 4)‏، هي الجزء الرابع من سلسلة إيفيري باديز غولف، وهي لعبة فيديو من نوع رياضة غولف، صدرت اللعبة في الأسواق سنة 2003، وتعمل على منصة بلاي ستيشن 2 الحصرية.